# 绿一色
绿一色，又稱滿園春色，是麻将的一种和牌形式，在日本麻将中是役滿，国标麻将中是88番。在只使用2,3,4,6,8条和發时成立。顾名思义，手牌全部是绿色。

## 概要
虽然只能使用这六种牌，與同樣只能使用六種牌的清老頭差不多難，但是好在綠一色可以吃（的吃牌）或是碰，而清老頭只能碰。大多数情况下会在有吃碰的情况下实现。另一方面，有吃碰的话容易被对手发现而提高警戒。

## 例子
（例）一定是綠一色的情况

的双碰听牌。
（例）可能不是绿一色的情况
      
的两面听牌。如果是五条的话，不是绿一色，只是混一色而已。这种情况下和二条与五条差16倍之多。
（例）有变化的情况
听和，但是七条的话就不是綠一色。这种情况可以通过杠八条来消除和七条的情况。或者能摸到三条而打掉六条，也可以确保綠一色。
（例）没有發的情况
 
     
的双碰听牌。如果规则不承认没有發的綠一色，这种情况是清一色·断幺九·对对和的倍满。另外没有发的绿一色只能用五种牌，所以比有发的绿一色更难。

## 趣談
麻将有关的智力题中，有一个“做出一个无论打掉哪张牌都是役满听牌的牌姿”的问题。正确答案有两个，其中一个如下图所示：

这种情况下无论打哪张牌都是嵌三条的听牌。
順帶一提，另一種為四喜和中的大四喜聽牌。

大四喜與小四喜在日本麻雀中都是役滿，所以上述牌型捨棄任何一張後依然是役滿。

## 脚注
1. ↑  以子为例，五条的话是30符2番，2000点，而二条的话是32000点